# Mont (Saona i Loara)
Mont – miejscowość i gmina we Francji, w regionie Burgundia-Franche-Comté, w departamencie Saona i Loara.
Według danych na rok 1999 gminę zamieszkiwały 194 osoby, a gęstość zaludnienia wynosiła 12,32 osób/km².